# La carreta del mercat
La carreta del mercat (en anglès, The Market Cart), és un quadre del pintor britànic Thomas Gainsborough. Està realitzat en oli sobre llenç. Mesura 184 cm d'alt i 153 cm d'ample. Va ser pintat en 1786, trobant-se actualment en la National Gallery de Londres, Regne Unit.
Gainsborough és cèlebre pels seus retrats i pels seus paisatges, evidenciant-se en aquesta obra el seu interès pel paisatge, anticipant-se al tractament del tema per John Constable. És un dels últims paisatges de Gainsborough. Es va mostrar al públic en primer lloc a casa de l'artista en Pall Mall en 1786, el mateix any en què es va pintar. Gainsborough va afegir la figura d'un llenyataire agafant un feix de llenya a l'any següent.
La carreta del mercat es mostra plena de productes frescos. A la dreta hi ha un llenyataire, un dels temes favorits de les pintures de Gainsborough, però és la grandesa dels arbres la que domina la composició.